# Jeney Zoltán (fuvolaművész)
Jeney Zoltán (Szabadka, 1915. október 24. – Budapest, 1981. október 21.) magyar fuvolaművész, zenepedagógus.

## Élete, tanulmányai
Apja vasutasként dolgozott, Újvidéken, később Szegeden éltek. Ötévesen már hegedülni tanult és ezzel párhuzamosan nagyapjától kapta első fuvolaóráit. Tanítását 14 éves korától Eördögh János fuvolaművész folytatta.
1933-ban, kecskeméti érettségi vizsgáját követően beiratkozott a Zeneakadémiára. Sokoldalú érdeklődését bizonyítja, hogy Dömötör Lajos fuvola tanszakán kívül Kodály Zoltán és Siklós Albert zeneszerzés óráit is látogatta. 1940-ben diplomázott a Zeneművészeti Főiskolán.

## Szakmai tevékenysége, pályafutása
Már akadémiai évei alatt felfigyeltek rendkívüli képességeire. 1936-38 között a Budapesti Hangversenyzenekar, majd 1938-tól az Operaház tagja volt.
1942-től 44-ig a Müncheni Filharmonikus Zenekarban szólófuvolásként szerepelt. Hazatérte után ismét az Operában dolgozott. A második világháború alatt végzett tevékenységét később sokan és sokáig tévesen értelmezték. Üldöztetését végül a Népbíróság felmentő ítélete szüntette meg 1946-ban, Kodály Zoltán személyes tanúvallomását követően. Bár "keresztjét" élete végéig hurcolta, végül visszatérhetett a polgári életbe és 1956-ig a Székesfővárosi Zenekarban (ÁHZ) fuvola szólamvezetőként tevékenykedett.
Egész életét, művészetét a teljesség igénye, a tökéletességre való törekvés jellemezte. Ennek szellemében tervezte több lépcsőben megújítani - a világhírű magyar vonósok mintájára - a hazai fúvós kultúrát. 1947-ben megalapította a Budapesti Fúvósötöst. Az együttes számára kortárs szerzők (Szervánszky Endre, Dávid Gyula, Járdányi Pál, Székely Endre, Farkas Ferenc, Maros Rudolf, Kesztler Lőrinc, stb.) írtak igen jelentős műveket és készítettek átiratokat.
A Tátrai Vonósnégyes mellett a Budapesti Fúvósötös volt az az együttes, amely évtizedeken keresztül telt házas koncerteken adta elő színes műsorát. 1956-60 között többször szerepeltek Belgiumban, Hollandiában és Franciaországban.
Jeney Zoltán szólistaként is számos mű megírására ihlette korának jelentős zeneszerzőit. Sorra születtek a nagyszerű fuvola- és kamaraművek, amelyeket a Magyar Rádióban és hangversenyeken mutatott be. 1955-ben emlékezetes sikerrel szerepelt Kína több városában.
Pedagógiai munkásságát 1950-ben kezdte a Bartók Béla Zeneművészeti Szakiskolában, ahol haláláig lelkesen tanított. Fuvolaiskolája - amely a többi fúvós hangszer oktatásában is mintaként szolgál - három kötetben jelent meg. A népzenei ihletésű Iskola gazdag pedagógiai anyagán generációk nőttek föl Magyarországon és külföldön egyaránt.
Előadói tevékenységéért 1954-ben a Budapesti Fúvósötös tagjaként, egy évvel később pedig szólistaként érdemelte ki a Liszt Ferenc-díjat. 1966-ban érdemes művész lett.
Az amerikai VOX hanglemez cég 1958-ban Bécsben Jeney Zoltán előadásában rögzítette Johann Sebastian Bach összes fuvolaszonátáit. A Vivaldi, Boccherini és Szervánszky fuvolaversenyek felvétele eredetileg a Qualiton kiadásában jelent meg 1961-ben. (jelenleg kapható CD-n)
Betegsége ellenére egyre többet hangversenyezett, legemlékezetesebb előadásai Bach és Händel összes szonátái, Vivaldi fuvolaversenyei voltak. 1971-ben Japánban koncertezett.
Élete utolsó szakaszában a Fúvósötös számára készített átiratai, hangszerelései és évi több mint száz fellépése végleg meggyőzhetett mindenkit rendkívüli képességeiről.
1981. október 21-én bekövetkezett halálával pótolhatatlan veszteséget, űrt hagyott maga után. A viharos kor, amelyben élt, nem tudta méltóképpen értékelni kivételes emberi lényét, páratlan művészetét és messze előremutató pedagógiai munkásságát. Tanítványainak és csodálóinak serege viszi tovább emlékét, hatalmas tudását példaként állítva a jelen és jövő nemzedékeinek.